# Fernando de la Mora
Fernando de la Mora è una città del Paraguay, situata nel dipartimento Central; è uno dei municipi che costituiscono l'agglomerato urbano chiamato Grande Asunción.

## Popolazione
Al censimento del 2002 Fernando de la Mora contava una popolazione urbana di 113.560 abitanti. Il distretto è privo di zona rurale.

## Caratteristiche
Fondata con il nome di Zavala Cué, dovuto al fatto che le terre appartenevano ad una famiglia di nome Zavala, la città divenne un municipio indipendente dal distretto di San Lorenzo il 28 febbraio 1939. Il nome Fernando de la Mora è stato assunto in omaggio ad uno dei padri dell'indipendenza paraguaiana.
La città è considerata un sobborgo dormitorio di Asunción: una grande percentuale dei suoi abitanti infatti lavora nella capitale. Nel distretto sono presenti anche industrie chimiche e metallurgiche.

## Economia

### Turismo
In uno dei quartieri della città, il barrio 6 de enero, è presente una comunità di origine africana: si tratta dei discendenti dei 200 soldati che accompagnarono con mogli e figli l'eroe dell'indipendenza uruguaiana José Gervasio Artigas, in esilio in Paraguay. La comunità mantiene le proprie tradizioni culturali; ogni anno il giorno 6 gennaio si tiene un festival, la "fiesta del Kamba Kuá", in cui la comunità presenta le proprie danze, marcate da caratteristici ritmi africani.

## Infrastrutture e trasporti
Fernando de la Mora è attraversata dalla strada nazionale 2, la principale arteria di comunicazione del paese, che unisce la capitale Asunción con Ciudad del Este e la frontiera con il Brasile.